# Sascha Detlof
Sascha Detlof (* 7. September 1982 in Berlin) ist ein ehemaliger deutscher Handballspieler.
Nachdem der Rückraumspieler in der Jugend beim VfL Tegel gespielt hatte, wechselte er 2002 zu den Reinickendorfer Füchsen. Im Oktober 2004 verdrehte er sich in einer Zweitligapartie gegen die SG Solingen das Knie und erlitt hierbei einen Kreuzbandriss. Da die Bänder bei der Operation unsauber angenäht wurden, musste er nochmals operiert werden.
Detlof spielte zwischen 2007 und 2009 mit den Reinickendorfer Füchsen in der 1. Handball-Bundesliga. Detlof war für seine Abwehrqualitäten bekannt. Ab 2009 war er für die zweite Mannschaft der Füchse aktiv, beendete seine Laufbahn aber 2010 berufsbedingt.
Ab 2002 studierte Sascha Detlof mit zweijähriger Unterbrechung Medizin in Berlin an der Freien Universität und der Humboldt-Universität. 2009 schloss er sein Studium ab und absolvierte sein praktisches Jahr.